# Thurston Point
Thurston Point är en udde i Fiji.   Den ligger i divisionen Norra divisionen, i den västra delen av landet, 240 km väster om huvudstaden Suva.
Terrängen inåt land är kuperad åt nordväst, men norrut är den platt. Havet är nära Thurston Point åt sydost.